# Вила Хоргош Камараш бр. 26
Вила Хоргош Камараш бр. 26, једна је од изграђених вила, на прекретници 19. у 20. век, у данашњем Парку природе Камараш, у Хоргошу. Вила представља непокретно културно добро као споменик културе.

## Историјат
Железничка станица Хоргош-Камараш припадала је крајем 19. века Гези Карасу (Кárász Gézа). После његове смрти је земљиште око уређеног парка и језера испарцелисано. Крајем 19. века су изграђене виле и неопходни купалишни објекти. Након Првог светског рата, Камараш-купалиште је изгубило своју функцију. Дошло је до насељавања колониста у виле, а објекти у парку су остали без намене, изложени пропадању.

## Положај
Хоргош – Камараш има издужену урбану матрицу, у виду једне улице која повезује железничку станицу са централним парковским простором око језера, док су уз њу лоциране слободностојеће виле увучене у зеленило парцела. Железничка станица представља улаз у Камараш. Источно од ње води земљани пут до језера и парка. Уз сеновит пут са дрворедом су поређане виле, са обе стране.
На крају реда вила, парк површине 7,71hа прожима се са језером површине 3,75hа. Језеро је обгрлило парк формирајући на тај начин неки вид пошумљеног полуострва. Пут од железничке станице је водио преко језера, дрвеним мостом, до парка где су биле смештене централне функције-гостиона, топло и хладно купатило, „Багољвар” и др.

## Архитектура виле бр. 26
У излетишту Хоргош Камараш изграђене су виле са стилским обележјима еклектике, сецесије и швајцарског вила. Последњa у низу летњиковаца који су били нанизани уз пут који је водио од железничке станице до језера била је најрепрезентативнија. Оријентисана је ка језеру и парку. До данас је углавном сачувала изворни облик. Њен првобитни власник је био Бела Тихи, апотекар из Сегедина. Апотеку је имао и у Хоргошу. Вилу је напустио пред Први светски рат, да би она након тога мењала власнике. Дуго година је била напуштена и још увек стоји празна, али је нови власник започео њену рестаурацију. На први поглед, вила оставља утисак раскоши и помпезности, као што је уобичајено, али све је то ипак само лажни сјај за показивање. Увучена је у зеленило баште која је до данас, мада запуштена, задржала део своје лепоте и некадашњег сјаја. Изворна декоративна ограда од кованог гвожђа са централном капијом, као и централни кружни базен оивичен зеленилом су сачувани. 
У организацији основе је јасно изражен основни троћелијски распоред простора, карактеристичан за тип летњиковца у овим крајевима са краја 19. века. Основа је разуђена додавањем једног бочног блока, у функцији салона и са обавезним тремом уз њега. Салон је димензионално највећи, по хоризонтали и вертикали, што је проузроковало и додатне конструктивне напоре. Репрезентативни део виле-прочеона тераса и салон су декоративније решени као и ентеријер. Свод салона је повишен са илузионистичким сликарством, са обиљем флоралних мотива барског растиња испреплетених са плаво-љубичастим цветовима. Ово сликарство сигурно није дело неког искусног зидног сликара, већ неке занатске радионице које су радиле на основу шаблона крајем 19. века, чији радови су уобичајени на грађанској архитектури.
Са прочеоног и бочног трема је остварена веза са ходником и степеништем за подрум који одваја репрезентативни и интимни део виле. Из салона је такође остварена веза са ходником и једном собом, која је са друге две у вези, а све три су оријентисане ка дворишном делу. Остварена је могућност кружног кретања кроз простор.
Испод читавог објекта је подрум који има директан силаз из ходника и бочни излаз у двориште. Поред ходника је смештено пет просторија које су биле у функцији кухиње, оставе и соба за послугу.
По стилским карактеристикама, објекат припада романтичарском „швајцарском” типу вила. Прочељем доминирају две целине, дрвени трем и масивни блок салона. Шаторасту кровну конструкцију трема носе дрвени стубови са балустрадом у комбинацији дрвета и гипса. Испод стрехе је дрвени касетирани венац, са дијагоналама. На прочеоном зидном платну доминира велики трокрилни прозор са мањим поделама разнобојног стакла. Зидна малтерска декорација је сведена око отвора и на угловима објекта. Јавља се у виду квадера на угловима, у виду профилисаног венца и натпрозорника, прекинутог тимпанона са неким видом обелиска у централном делу, од вештачког камена. Бочни забати су решени дрвеном декорацијом карактеристичном за „швајцарски тип”. Остале фасаде су далеко скромније декорисане обзиром да нису лако доступне оку посетилаца и пролазника. Кров је разуђен, подужни двоводни са акцентираним шаторастим кровом изнад салона и трема.